# Jorge Majao
Jorge Majao (Manta, Manabí, 21 de enero de 1988) es un exfutbolista ecuatoriano. Jugaba de Defensa y su equipo último equipo fue el Fuerza Amarilla de Ecuador.

## Trayectoria
Se inició como futbolista en el Manta F.C.. Luego pasó al Independiente delp Valle donde jugó en la Segunda Categoría donde logró el ascenso a la Serie B, Después de tener una brillante actuación en segunda categoría fue transferido al Macará de Ambato donde jugó 2 temporadas luego de quedar libre paso a la U.T.E donde desafortunadamente descendió. En la Noche cetácea de 2011 fue la sorpresa de Delfín Sporting Club. llegó al club de Manta para reforzarlo en el Campeonato de Segunda Categoría hasta la 2012. Jorge Majao fue un destacado Seleccionado Juvenil Sub-20.
Jugó para el fuerza Amarilla en la temporada 2013 donde se retira tempranamente

## Clubes
| Club                    | País    | Año       |
| ----------------------- | ------- | --------- |
| Manta F.C.              | Ecuador | 2003-2006 |
| Independiente del Valle | Ecuador | 2007      |
| Macará                  | Ecuador | 2008-2009 |
| U.T.E                   | Ecuador | 2010      |
| Delfín SC               | Ecuador | 2011-2012 |
| Fuerza Amarilla         | Ecuador | 2013      |